# Szingapúr az 1988. évi nyári olimpiai játékokon
Szingapúr a dél-koreai Szöulban megrendezett 1988. évi nyári olimpiai játékok egyik részt vevő nemzete volt. Az országot az olimpián 3 sportágban 8 sportoló képviselte, akik érmet nem szereztek.

## Sportlövészet
Női
| Versenyző         | Versenyszám | Selejtező | Selejtező | Döntő   | Döntő    |
| Versenyző         | Versenyszám | Pont      | Helyezés  | Pont    | Helyezés |
| ----------------- | ----------- | --------- | --------- | ------- | -------- |
| Khatijah Surattee | Légpisztoly | 361       | 36.       | kiesett | kiesett  |

## Úszás
Férfi
| Versenyző                                        | Versenyszám            | Előfutam | Előfutam | Előfutam | Döntő   | Döntő   | Döntő   | Helyezés |
| Versenyző                                        | Versenyszám            | Idő      | Hely.    | Össz.    | Típus   | Idő     | Hely.   | Helyezés |
| ------------------------------------------------ | ---------------------- | -------- | -------- | -------- | ------- | ------- | ------- | -------- |
| Ang Peng Siong                                   | 50 m gyors             | 23,08    | 3.       | 9.       | B       | 23,39   | 3.      | 11.      |
| Ang Peng Siong                                   | 100 m pillangó         | 57,41    | 6.       | 35.      | kiesett | kiesett | kiesett | kiesett  |
| Ang Peng Siong                                   | 100 m gyors            | 52,53    | 7.       | 40.      | kiesett | kiesett | kiesett | kiesett  |
| Oon Jin Gee                                      | 100 m gyors            | 53,26    | 1.       | 43.      | kiesett | kiesett | kiesett | kiesett  |
| Oon Jin Gee                                      | 50 m gyors             | 24,86    | 1.       | 45.*     | kiesett | kiesett | kiesett | kiesett  |
| Oon Jin Gee                                      | 200 m gyors            | 1:57,28  | 4.       | 46.      | kiesett | kiesett | kiesett | kiesett  |
| David Lim                                        | 200 m gyors            | 1:56,44  | 1.       | 43.      | kiesett | kiesett | kiesett | kiesett  |
| David Lim                                        | 100 m hát              | 57,34    | 1.       | 14.      | B       | 57,72   | 6.      | 14.      |
| David Lim                                        | 200 m hát              | 2:08,65  | 3.       | 31.      | kiesett | kiesett | kiesett | kiesett  |
| David Lim                                        | 200 m vegyes           | 2:11,57  | 5.       | 34.      | kiesett | kiesett | kiesett | kiesett  |
| Desmond Koh                                      | 200 m vegyes           | 2:14,77  | 4.       | 41.      | kiesett | kiesett | kiesett | kiesett  |
| Desmond Koh                                      | 400 m vegyes           | kizárták | kizárták | kizárták | kiesett | kiesett | kiesett | kiesett  |
| Desmond Koh                                      | 200 m pillangó         | 2:10,86  | 6.       | 37.      | kiesett | kiesett | kiesett | kiesett  |
| Desmond Koh                                      | 400 m gyors            | 4:15,54  | 4.       | 44.      | kiesett | kiesett | kiesett | kiesett  |
| Ng Yue Meng                                      | 100 m mell             | 1:05,87  | 2.       | 41.      | kiesett | kiesett | kiesett | kiesett  |
| Ng Yue Meng                                      | 200 m mell             | 2:30,74  | 2.       | 47.      | kiesett | kiesett | kiesett | kiesett  |
| Ang Peng Siong David Lim Oon Jin Gee Desmond Koh | 4 × 100 m gyorsváltó   | 3:34,54  | 5.       | 15.      | kiesett | kiesett | kiesett | kiesett  |
| David Lim Ng Yue Meng Ang Peng Siong Oon Jin Gee | 4 × 100 m vegyes váltó | 3:52,86  | 7.       | 17.      | kiesett | kiesett | kiesett | kiesett  |

* - egy másik versenyzővel azonos eredményt ért el

## Vitorlázás
Férfi
| Versenyző                 | Versenyszám    | Futam | Futam | Futam | Futam | Futam  | Futam | Futam | Pontszám | Helyezés |
| Versenyző                 | Versenyszám    | 1     | 2     | 3     | 4     | 5      | 6     | 7     | Pontszám | Helyezés |
| ------------------------- | -------------- | ----- | ----- | ----- | ----- | ------ | ----- | ----- | -------- | -------- |
| Chan Joseph Siew Shaw Her | 470-es osztály | 31,0  | 33,0  | 31,0  | 31,0  | (36,0) | 29,0  | 27,0  | 182,0    | 27.      |